# Попова, Нина Евсеевна
Ни́на Евсе́евна Попо́ва (в девичестве — Караку́лова) (20 августа 1922, Сернур, Сернурский кантон, Марийская автономная область, РСФСР ― 22 января 2014, Йошкар-Ола, Марий Эл, Россия) ― советская актриса театра. Актриса Республиканского русского театра драмы Марийской АССР (ныне Академический русский театр драмы имени Г. Константинова) (1941—1990). Заслуженная артистка РСФСР (1970). Народная артистка Марийской АССР (1967).

## Биография
Родилась 20 августа 1922 года в п. Сернур ныне Сернурского района Марий Эл в семье служащих. С 11 лет ― круглая сирота.
В 1937 году окончила неполную среднюю школу в с. Юледур Куженерского района Марийской АССР, в 1941 году ― Марийское музыкальное училище имени И. С. Палантая.
С 1941 года ― актриса Республиканского русского театра драмы Марийской АССР (ныне Академический русский театр драмы имени Г. Константинова), где проработала до 1990 года. На сцене театра часто играла так называемые «возрастные» роли женщин старше себя по возрасту.
Некоторое время работала артистом-кукловодом в Республиканском театре кукол в Йошкар-Оле
В 1967 году ей присвоено почётное звание «Народная артистка Марийской АССР», а в 1970 году ― почётное звание «Заслуженная артистка РСФСР». Награждена медалями и дважды – Почётной грамотой Президиума Верховного Совета Марийской АССР.
Ушла из жизни 22 января 2014 года в Йошкар-Оле.

## Основные роли
Список основных ролей Н. Е. Поповой:
- Фиона («Не всё коту масленица», А. Островский)
- Домна Пантелеевна («Таланты и поклонники», А. Островский)
- Огуревна («Сердце не камень», А. Островский)
- Глумова («На всякого мудреца довольно простоты», А. Островский)
- Настасья Петровна («Женитьба Белугина», А. Островский)
- Любовь («Последние», М. Горький)
- Акулина Ивановна («Мещане», М. Горький)
- Марфа Лукинична («На золотом дне», Д. Мамин-Сибиряк)
- Анфиса («Три сестры», А. Чехов)
- Арина («Дядя Ваня», А. Чехов)
- Тётка Марья («Рядовые», А. Дударев)
- Мать («Эффект Редькина», А. Козловский)
- Тельма («Спокойной ночи, мама», М. Норман)
- Виви Кассель («Безобразная Эльза», Э. Рисклакки)
- Дорида («Диоген», Б. Рацер, В. Константинов)

## Признание
- Заслуженная артистка РСФСР (1.11.1970)[1][2][3]
- Народная артистка Марийской АССР (1967)[1][2][3]
- Заслуженная артистка Марийской АССР (1964)[1][2][3]
- Медаль «За доблестный труд в Великой Отечественной войне 1941—1945 гг.»[3]
- Юбилейная медаль «В ознаменование 100-летия со дня рождения Владимира Ильича Ленина»[3]
- Почётная грамота Президиума Верховного Совета Марийской АССР (1949, 1954)[1][2]

## Память
31 августа 2019 года на доме № 166 по улице Волкова в Йошкар-Оле, где в 1961—2014 годах жила актриса, была установлена мемориальная доска.